# Ponte Carlos

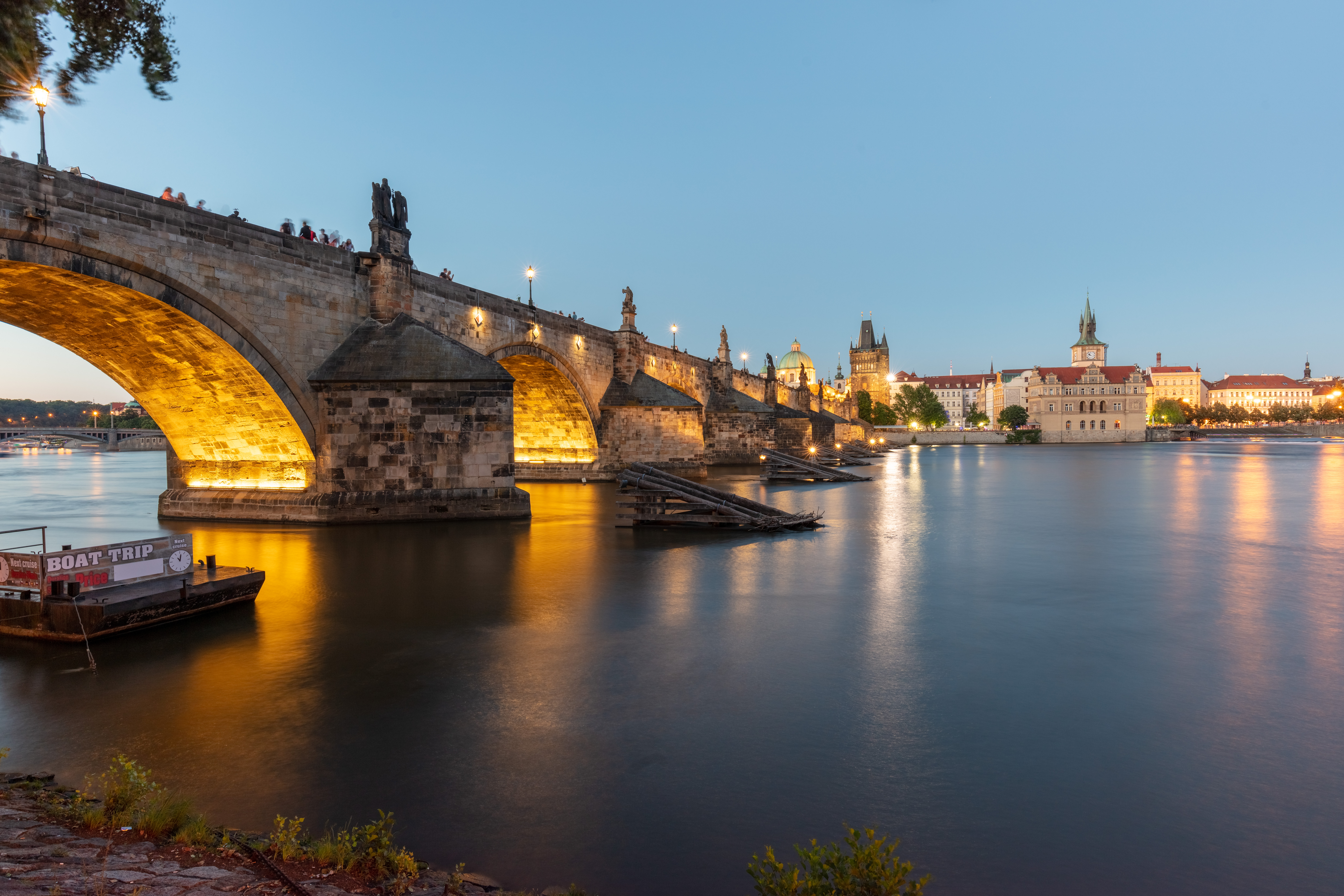
Ponte Carlos.

A Ponte Carlos (em checo Karlův most) é a ponte mais antiga de Praga. Atravessa o rio Moldava da Cidade Velha até à Cidade Pequena. É a segunda ponte mais antiga existente na Chéquia.
Sua construção começou em 1357 a pedido do rei Carlos IV e foi finalizada em princípios do século XV. Sendo a única forma de atravessar o rio, a Ponte Carlos transformou-se na via de comunicação mais importante entre a Cidade Velha, o Castelo de Praga e as zonas adjacentes, até 1841.
Originalmente, esta via de comunicação chamava-se Ponte de Pedra (Kamenný most) e Ponte de Praga (Pražský most), mas leva sua denominação atual desde 1870.

## Estrutura
A ponte tem 516 metros de comprimento e quase 10 metros de largura, apoiando-se em 16 arcos. Está protegida por três torres distribuídas entre ambos os lados, duas delas em Malá Strana, as restantes na Cidade Velha. A torre localizada no lado da Cidade Velha é considerada por muitos como uma das construções mais impressionantes de arquitetura gótica no mundo. A ponte é decorada por 30 estátuas em ambos os lados.

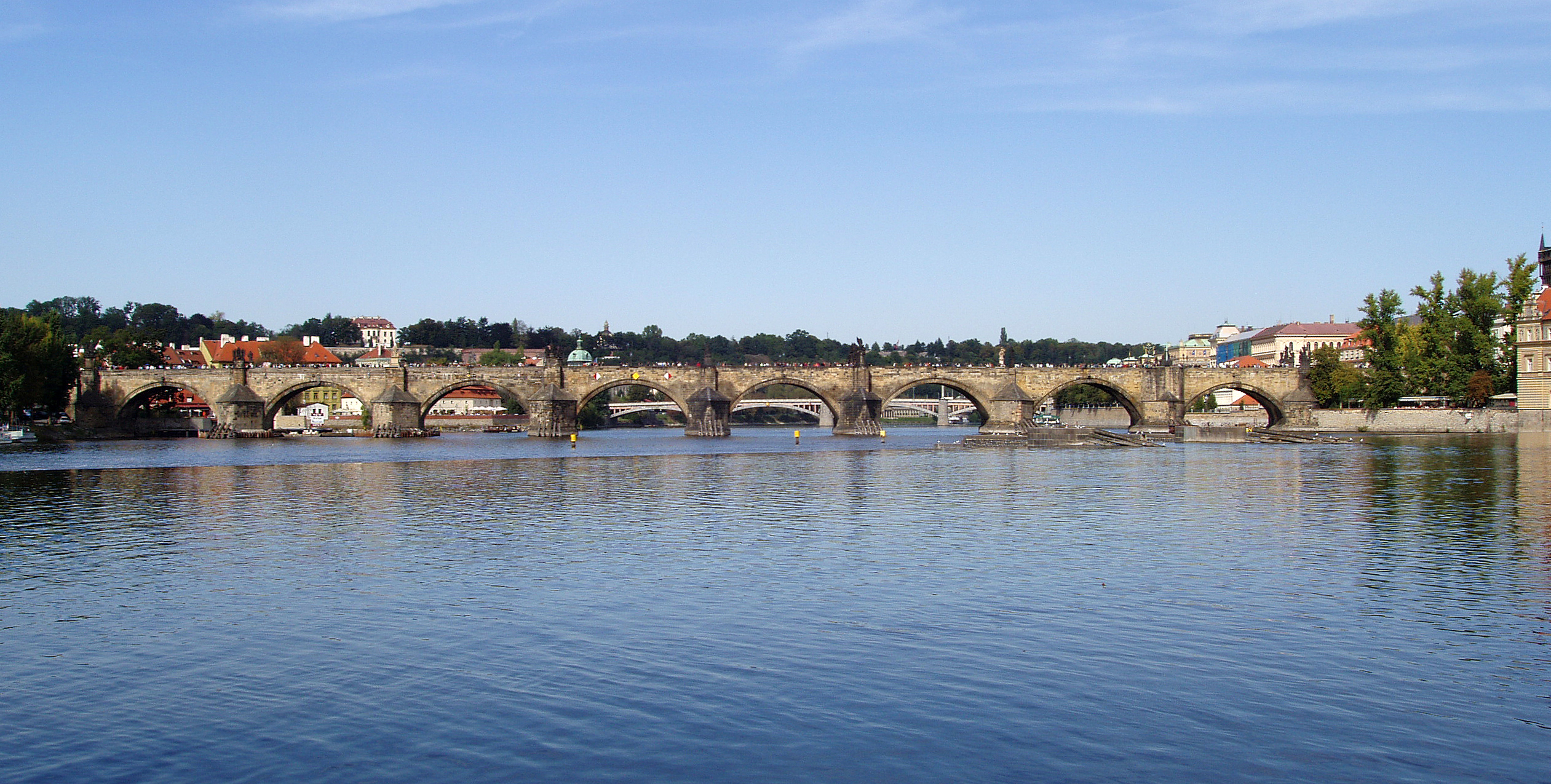
A Ponte Carlos e seus arcos vista do rio Moldava.

A maioria delas foram construídas entre 1683 e 1714 e são em estilo barroco, representam vários santos e patronos venerados naquela época. Entre os artistas que decoraram a ponte com suas obras se encontravam os mais proeminentes da Boêmia: Matthias Braun, Jan Brokoff e seus filhos Michael Joseph Brokoff e Ferdinand Maxmilian Brokoff, entre outros.
Entre as esculturas mais notáveis, encontram-se as de Santa Lutgarda, o Calvário e a de São João Nepomuceno. Também é conhecida como a estátua do cavaleiro Bruncvík.
A partir de 1965 todas as estátuas foram sendo substituídas com réplicas, sendo exibidas as obras originais no Museu Nacional.